# Championnats du monde d'athlétisme 1997
Navigation
Les 6es Championnats du monde d'athlétisme se sont tenus du 1er au 10 août 1997 au Stade Olympique d'Athènes, en Grèce. 1 785 athlètes issus de 197 nations ont pris part aux 44 épreuves du programme.

## Faits marquants
Ces sixièmes championnats du monde sont d’un niveau inférieur à ceux de Göteborg de 1995 : dans les épreuves masculines, 13 des 24 vainqueurs ont une performance inférieure à celle du vainqueur de 1995 et dans les épreuves féminines 13 des 20 vainqueurs ont une performance inférieure à celle de la gagnante de 1995.
Les États-Unis dominent ces championnats, avec 6 titres (2 fois moins qu’en 1995), 17 médailles et 179 points à la place (placing table), devant l’Allemagne (5 titres, 10 médailles, 127 points). Dans les épreuves masculines, les États-Unis (4 titres, 11 médailles, 115 points) devancent la Grande Bretagne (1 titre, 5 médailles, 60 points) et l’Allemagne (2 titres, 5 médailles, 58 points). Dans les épreuves féminines, l’Allemagne (3 titres, 5 médailles, 69 points)  devance la Russie (1 titre, 4 médailles, 66 points) et les États-Unis (2 titres, 6 médailles, 65 points).
À 33 ans, l'Ukrainien Sergueï Bubka remporte son sixième et dernier titre mondial au saut à la perche, alors que l'Allemand Lars Riedel décroche pour la quatrième fois consécutive la médaille d'or du lancer du disque. Sur piste, Haile Gebrselassie est de nouveau sacré champion du monde du 10 000 mètres et Michael Johnson conserve sa couronne sur le 400 mètres. En remportant la finale du 400 mètres haies, Stéphane Diagana devient le premier athlète masculin français à obtenir un titre de champion du monde.
2 athlètes sont disqualifiés pour dopage : l'ukrainien Aleksandr Bagach au lancer du poids, et l'américain Antonio Pettigrew au 400 m  et au relais 4 x 400 m.

## Résultats

### Hommes
| Épreuves                  | Or                                                                                                   | Argent                                                                                                 | Bronze |
| ------------------------- | --- | --- | --- |
| 100 m détails             | Maurice Greene 9 s 86 (CR)                                                                           | Donovan Bailey 9 s 91                                                                                  | Tim Montgomery 9 s 94                                                                                          |
| 200 m détails             | Ato Boldon 20 s 04                                                                                   | Frankie Fredericks 20 s 23                                                                             | Claudinei da Silva 20 s 26                                                                                     |
| 400 m détails             | Michael Johnson 44 s 12                                                                              | Davis Kamoga 44 s 37 (NR)                                                                              | Tyree Washington 44 s 39 (PB)                                                                                  |
| 800 m détails             | Wilson Kipketer 1 min 43 s 38                                                                        | Norberto Téllez 1 min 44 s 00 (SB)                                                                     | Rich Kenah 1 min 44 s 25 (PB)                                                                                  |
| 1 500 m détails           | Hicham El Guerrouj 3 min 35 s 83                                                                     | Fermín Cacho 3 min 36 s 63                                                                             | Reyes Estévez 3 min 37 s 26                                                                                    |
| 5 000 m détails           | Daniel Komen 13 min 07 s 38                                                                          | Khalid Boulami 13 min 09 s 34                                                                          | Tom Nyariki 13 min 11 s 09                                                                                     |
| 10 000 m détails          | Haile Gebrselassie 27 min 24 s 58                                                                    | Paul Tergat 27 min 25 s 62 (SB)                                                                        | Salah Hissou 27 min 28 s 67 (PB)                                                                               |
| Marathon détails          | Abel Antón 2 h 13 min 16 s                                                                           | Martín Fiz 2 h 13 min 21 s                                                                             | Steve Moneghetti 2 h 14 min 16 s                                                                               |
| 110 m haies détails       | Allen Johnson 12 s 93 (WL)                                                                           | Colin Jackson 13 s 05 (SB)                                                                             | Igor Kováč 13 s 18 (SB)                                                                                        |
| 400 m haies détails       | Stéphane Diagana 47 s 70 (WL)                                                                        | Llewellyn Herbert 47 s 86 (NR)                                                                         | Bryan Bronson 47 s 88                                                                                          |
| 3 000 m steeple détails   | Wilson Boit Kipketer 8 min 05 s 84                                                                   | Moses Kiptanui 8 min 06 s 04                                                                           | Bernard Barmasai 8 min 06 s 04                                                                                 |
| 20 km marche détails      | Daniel García 1 h 21 min 43 s                                                                        | Mikhail Shchennikov 1 h 21 min 53 s                                                                    | Mikhail Khmelnitskiy 1 h 22 min 01 s                                                                           |
| 50 km marche détails      | Robert Korzeniowski 3 h 44 min 46 s                                                                  | Jesús García 3 h 44 min 59 s                                                                           | Miguel Rodríguez 3 h 48 min 30 s                                                                               |
| 4 × 100 m détails         | Canada Robert Esmie Glenroy Gilbert Bruny Surin Donovan Bailey Carlton Chambers* 37 s 86 (WL)        | Nigeria Osmond Ezinwa Olapade Adeniken Francis Obikwelu Davidson Ezinwa 38 s 07                        | Grande-Bretagne Darren Braithwaite Darren Campbell Douglas Walker Julian Golding Marlon Devonish* 38 s 14 (SB) |
| 4 × 400 m détails         | Grande-Bretagne Iwan Thomas Roger Black Jamie Baulch Mark Richardson Mark Hylton* 2 min 56 s 65 (SB) | Jamaïque Michael McDonald Greg Haughton Danny McFarlane Davian Clarke Linval Laird* 2 min 56 s 75 (NR) | Pologne Tomasz Czubak Robert Mackowiak Jacek Bocian Piotr Haczek Piotr Rysiukiewicz* 3 min 00 s 26             |
| Saut en hauteur détails   | Javier Sotomayor 2,37 m (WL)                                                                         | Artur Partyka 2,35 m (SB)                                                                              | Tim Forsyth 2,35 m                                                                                             |
| Saut à la perche détails  | Sergueï Bubka 6,01 m (WL, CR)                                                                        | Maksim Tarasov 5,96 m                                                                                  | Dean Starkey 5,91 m (SB)                                                                                       |
| Saut en longueur détails  | Iván Pedroso 8,42 m (SB)                                                                             | Erick Walder 8,38 m (SB)                                                                               | Kirill Sosunov 8,18 m (SB)                                                                                     |
| Triple saut détails       | Yoelbi Quesada 17,85 m (WL, NR)                                                                      | Jonathan Edwards 17,69 m                                                                               | Aliecer Urrutia 17,64 m (SB)                                                                                   |
| Lancer du poids détails   | John Godina 21,44 m                                                                                  | Oliver-Sven Buder 21,24 m                                                                              | C. J. Hunter 20,33 m                                                                                           |
| Lancer du disque détails  | Lars Riedel 68,54 m                                                                                  | Virgilijus Alekna 66,70 m (SB)                                                                         | Jürgen Schult 66,14 m (SB)                                                                                     |
| Lancer du javelot détails | Marius Corbett 88,40 m (AR)                                                                          | Steve Backley 86,80 m                                                                                  | Kostas Gatsioudis 86,64 m                                                                                      |
| Lancer du marteau détails | Heinz Weis 81,78 m                                                                                   | Andriy Skvaruk 81,46 m (SB)                                                                            | Vasiliy Sidorenko 80,76 m (SB)                                                                                 |
| Décathlon détails         | Tomáš Dvořák 8 837 pts (WL, CR, NR)                                                                  | Eduard Hämäläinen 8 730 pts (NR)                                                                       | Frank Busemann 8 652 pts                                                                                       |

* Athlètes médaillés ayant participé aux séries des relais

### Femmes
| Épreuves                  | Or                                                                           | Argent | Bronze |
| ------------------------- | ---------------------------------------------------------------------------- | --- | --- |
| 100 m détails             | Marion Jones 10 s 83                                                         | Zhanna Pintusevich 10 s 85 | Savatheda Fynes 11 s 03                                                                                        |
| 200 m détails             | Zhanna Pintusevich 22 s 32                                                   | Susanthika Jayasinghe 22 s 39                                                                                                  | Merlene Ottey 22 s 40                                                                                          |
| 400 m détails             | Cathy Freeman 49 s 77                                                        | Sandie Richards 49 s 79 | Jearl Miles 49 s 90                                                                                            |
| 800 m détails             | Ana Fidelia Quirot 1 min 57 s 14                                             | Yelena Afanasyeva 1 min 57 s 56                                                                                                | Maria Mutola 1 min 57 s 59                                                                                     |
| 1 500 m détails           | Carla Sacramento 4 min 04 s 24                                               | Regina Jacobs 4 min 04 s 63 | Anita Weyermann 4 min 04 s 70                                                                                  |
| 5 000 m détails           | Gabriela Szabo 14 min 57 s 68                                                | Roberta Brunet 14 min 58 s 29                                                                                                  | Fernanda Ribeiro 14 min 58 s 85                                                                                |
| 10 000 m détails          | Sally Barsosio 31 min 32 s 92                                                | Fernanda Ribeiro 31 min 39 s 15                                                                                                | Masako Chiba 31 min 41 s 93                                                                                    |
| Marathon détails          | Hiromi Suzuki 2 h 29 min 48 s                                                | Manuela Machado 2 h 31 min 12 s                                                                                                | Lidia Slavuteanu 2 h 31 min 55 s                                                                               |
| 100 m haies détails       | Ludmila Engquist 12 s 50                                                     | Svetla Dimitrova 12 s 58 | Michelle Freeman 12 s 61                                                                                       |
| 400 m haies détails       | Nezha Bidouane 52 s 97                                                       | Deon Hemmings 53 s 09 | Kim Batten 53 s 52                                                                                             |
| 4 × 100 m détails         | États-Unis Chryste Gaines Marion Jones Inger Miller Gail Devers 41 s 47 (CR) | Jamaïque Beverly McDonald Merlene Frazer Juliet Cuthbert Beverly Grant 42 s 10                                                 | France Patricia Girard-Léno Christine Arron Delphine Combe Sylviane Félix Frédérique Bangué* 42 s 21 (NR)      |
| 4 × 400 m détails         | Allemagne Anke Feller Uta Rohländer Anja Rücker Grit Breuer 3 min 20 s 92    | États-Unis Maicel Malone-Wallace Kim Graham Kim Batten Jearl Miles-Clark Michelle Collins* Natasha Kaiser-Brown* 3 min 21 s 03 | Jamaïque Inez Turner Lorraine Fenton Deon Hemmings Sandie Richards Nadia Graham-Hutchinson* 3 min 21 s 30 (NR) |
| 20 km marche détails      | Annarita Sidoti 42 min 55 s 49                                               | Olga Kardopoltseva 43 min 30 s 20                                                                                              | Valentina Tsybulskaya 43 min 49 s 24                                                                           |
| Saut en longueur détails  | Lyudmila Galkina 7,05 m                                                      | Niki Xanthou 6,94 m | Fiona May 6,91 m                                                                                               |
| Triple saut détails       | Šárka Kašpárková 15,20 m (NR)                                                | Rodica Mateescu 15,16 m (NR)                                                                                                   | Olena Hovorova 14,67 m                                                                                         |
| Saut en hauteur détails   | Hanne Haugland 1,99 m                                                        | Olga Kaliturina 1,96 m | Non attribuée                                                                                                  |
| Saut en hauteur détails   | Hanne Haugland 1,99 m                                                        | Inha Babakova 1,96 m | Non attribuée                                                                                                  |
| Lancer du poids détails   | Astrid Kumbernuss 20,71 m                                                    | Vita Pavlysh 20,66 m | Stephanie Storp 19,22 m                                                                                        |
| Lancer du disque détails  | Beatrice Faumuina 66,82 m                                                    | Ellina Zvereva 65,90 m | Natalya Sadova 65,14 m                                                                                         |
| Lancer du javelot détails | Trine Hattestad 68,78 m                                                      | Joanna Stone 68,64 m | Tanja Damaske 67,12 m                                                                                          |
| Heptathlon détails        | Sabine Braun 6 739 pts                                                       | Denise Lewis 6 654 pts | Remigija Nazarovienė 6 566 pts                                                                                 |

* Athlètes médaillées ayant participé aux séries des relais

## Tableau des médailles
| Rang | Nation            | Or | Argent | Bronze | Total |
| ---- | ----------------- | -- | ------ | ------ | ----- |
| 1    | États-Unis        | 6  | 3      | 8      | 17    |
| 2    | Allemagne         | 5  | 1      | 4      | 10    |
| 3    | Cuba              | 4  | 1      | 1      | 6     |
| 4    | Kenya             | 3  | 2      | 2      | 7     |
| 5    | Ukraine           | 2  | 4      | 1      | 7     |
| 6    | Maroc             | 2  | 1      | 1      | 4     |
| 7    | Tchéquie          | 2  | 0      | 0      | 2     |
| 7    | Norvège           | 2  | 0      | 0      | 2     |
| 9    | Russie            | 1  | 4      | 3      | 8     |
| 10   | Grande-Bretagne   | 1  | 4      | 1      | 6     |
| 11   | Espagne           | 1  | 3      | 1      | 5     |
| 12   | Portugal          | 1  | 2      | 1      | 4     |
| 13   | Australie         | 1  | 1      | 2      | 4     |
| 14   | Italie            | 1  | 1      | 1      | 3     |
| 14   | Pologne           | 1  | 1      | 1      | 3     |
| 14   | Roumanie          | 1  | 1      | 1      | 3     |
| 17   | Canada            | 1  | 1      | 0      | 2     |
| 17   | Afrique du Sud    | 1  | 1      | 0      | 2     |
| 19   | France            | 1  | 0      | 1      | 2     |
| 19   | Japon             | 1  | 0      | 1      | 2     |
| 19   | Mexique           | 1  | 0      | 1      | 2     |
| 22   | Danemark          | 1  | 0      | 0      | 1     |
| 22   | Éthiopie          | 1  | 0      | 0      | 1     |
| 22   | Nouvelle-Zélande  | 1  | 0      | 0      | 1     |
| 22   | Suède             | 1  | 0      | 0      | 1     |
| 22   | Trinité-et-Tobago | 1  | 0      | 0      | 1     |
| 27   | Jamaïque          | 0  | 4      | 3      | 7     |
| 28   | Biélorussie       | 0  | 2      | 2      | 4     |
| 29   | Grèce             | 0  | 1      | 1      | 2     |
| 29   | Lituanie          | 0  | 1      | 1      | 2     |
| 31   | Bulgarie          | 0  | 1      | 0      | 1     |
| 31   | Finlande          | 0  | 1      | 0      | 1     |
| 31   | Namibie           | 0  | 1      | 0      | 1     |
| 31   | Nigeria           | 0  | 1      | 0      | 1     |
| 31   | Sri Lanka         | 0  | 1      | 0      | 1     |
| 31   | Ouganda           | 0  | 1      | 0      | 1     |
| 36   | Bahamas           | 0  | 0      | 1      | 1     |
| 36   | Brésil            | 0  | 0      | 1      | 1     |
| 36   | Mozambique        | 0  | 0      | 1      | 1     |
| 36   | Slovaquie         | 0  | 0      | 1      | 1     |
| 36   | Suisse            | 0  | 0      | 1      | 1     |
|      |                   | 44 | 45     | 43     | 132   |

## Sources
- (en) Résultats par épreuve des Championnats du monde de 1997 sur le site de l'IAAF
- (en) Historique des championnats du monde d'athlétisme sur IAAF Statistics Handbook (version 2017), site de l'Association internationale des fédérations d'athlétisme

## Légende
Records et Performances
- AR : Record continental (area record)
- CR : Record des championnats (championship record)
- MR : Record du meeting (meet record)
- NR : Record national (national record)
- OR : Record olympique (olympic record)
- PR : Record paralympique (paralympic record)
- PB : Record personnel (personal best)
- SB : Meilleure performance personnelle de la saison (season's best)
- WL : Meilleure performance mondiale de l'année (world leader)
- WJR : Record du monde junior (world junior record)
- WR : Record du monde (world record)

Circonstances et Conditions
- DNF : N'a pas terminé (did not finish)
- DNS : N'a pas pris le départ (did not start)
- DQ : Disqualification (disqualification)
- NM : Aucun essai valable enregistré (No Mark)
- Q : Qualifié « directement » au prochain tour (ou à la prochaine compétition), lors d'une compétition majeure, grâce au classement ou à la réalisation des minima (automatic qualifier)
- q : Qualifié au prochain tour (ou à la prochaine compétition), lors d'une compétition majeure, grâce au repêchage ou à la réalisation de l'une des meilleures performances parmi celles des « non qualifiés directement » (grâce au meilleur temps ou à la meilleure distance par exemple) (secondary qualifier)